# Gannan
| Tibetische Bezeichnung                                    |
| --------------------------------------------------------- |
| Tibetische Schrift: དཀར་ལྷོ་བོད་རིགས་རང་སྐྱོང་ཁུལ་                |
| Wylie-Transliteration: dkar lho bod rigs rang skyong khul |
| Aussprache in IPA: [kaːɬo]                                |
| Offizielle Transkription der VRCh: Garlho                 |
| THDL-Transkription: Karlho                                |
| Andere Schreibweisen: —                                   |
| Chinesische Bezeichnung                                   |
| Traditionell: 甘南藏族自治州                              |
| Vereinfacht: 甘南藏族自治州                               |
| Pinyin:Gānnán Zàngzú Zìzhìzhōu                            |

Der autonome Bezirk Gannan der Tibeter (chinesisch 甘南藏族自治州, Pinyin Gānnán Zàngzú Zìzhìzhōu, tibetisch ཀན་ལྷོ་བོད་རིགས་རང་སྐྱོང་ཁུལ།, offizielle Transkription: Gainlho Poirig Ranggyong Kü, Umschrift nach Wylie: kan lho bod rigs rang skyong khul) liegt im Südosten der chinesischen Provinz Gansu und wird der tibetischen Kulturregion Amdo zugerechnet. Seine Hauptstadt ist Hezuo (合作市), tib. Heitso. Gannan hat eine Fläche von 38.312 km². Nach der Volkszählung 2020 hatte Jiuquan 691.808 ständige Einwohner. Dies waren 2.676 Einwohner mehr als bei der vorangegangenen Volkszählung im Jahr 2010 (689.132).

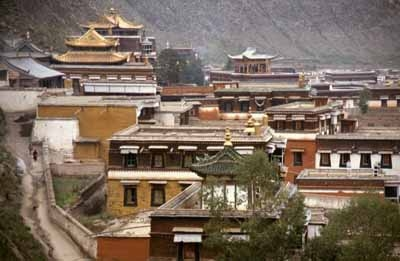
Haupttempel des Klosters Labrang

Berühmtestes Kloster des Bezirks ist das Gelugpa-Großkloster Labrang.

## Administrative Gliederung
Auf Kreisebene setzt sich Gannan aus einer kreisfreien Stadt und sieben Kreise zusammen. Diese sind (Stand: Ende 2018):
- Stadt Hezuo (合作市), 2.290 km², 95.500 Einwohner, Bezirkshauptstadt;
- Kreis Lintan (临潭县 Líntán Xiàn), 1.441 km², 141.800 Einwohner, Hauptort: Großgemeinde Chengguan (城关镇);
- Kreis Jonê (卓尼县 Zhuóní Xiàn), 5.318 km², 106.600 Einwohner, Hauptort: Großgemeinde Liulin (柳林镇);
- Kreis Zhugqu (舟曲县 Zhōuqǔ Xiàn), 3.005 km², 135.200 Einwohner, Hauptort: Großgemeinde Chengguan (城关镇);
- Kreis Têwo (迭部县 Diébù Xiàn), 4.736 km², 54.300 Einwohner, Hauptort: Großgemeinde Dêngka (电尕镇);
- Kreis Maqu (玛曲县 Mǎqǔ Xiàn), 10.392 km², 58.200 Einwohner, Hauptort: Großgemeinde Nyinma (尼玛镇);
- Kreis Luqu (碌曲县 Lùqǔ Xiàn), 4.790 km², 38.300 Einwohner, Hauptort: Großgemeinde Ma'ngê (玛艾镇);
- Kreis Xiahe (夏河县 Xiàhé Xiàn), 6.339 km², 90.300 Einwohner, Hauptort: Großgemeinde Labrang (拉卜楞镇).

## Ethnische Gliederung der Bevölkerung (2000)
Beim Zensus im Jahr 2000 hatte Gannan 640.106 Einwohner (Bevölkerungsdichte: 15,65 Einw./km²).
| Name des Volkes | Einwohner | Anteil  |
| --------------- | --------- | ------- |
| Tibeter         | 329.278   | 51,44 % |
| Han             | 267.260   | 41,75 % |
| Hui             | 41.163    | 6,43 %  |
| Tu              | 939       | 0,15 %  |
| Dongxiang       | 258       | 0,04 %  |
| Mandschu        | 257       | 0,04 %  |
| Salar           | 222       | 0,03 %  |
| Mongolen        | 215       | 0,03 %  |
| Sonstige        | 514       | 0,09 %  |

## Wirtschaft
Gannan ist eines der traditionellen Yakhaltegebiete. In der Region werden vor allem Gannan-Yaks gehalten, die sich von anderen geographischen Yak-Rassen vor allem durch ihre gute Fruchtbarkeit, ihr hohes Lebendgewicht und ihre Einsetzbarkeit als Last-, Reit- und Zugtier auszeichnen. Die Nutzung des Fleisches und der Wolle sind ebenfalls bedeutsam. Die Kälber der Gannan-Yaks sind schwerer als die anderer geographischer Yak-Rassen in China.